# 2010年度叱咤樂壇流行榜頒獎典禮
2010年度叱咤樂壇流行榜頒獎典禮由香港商業電台舉辦，於2011年1月1日晚上八時在香港會議展覽中心Hall5BC舉行。陳奕迅6個獎項成為是次頒獎典禮男歌手大贏家，而楊千嬅得3個獎項成為是次頒獎典禮女歌手大贏家。

## 特色
是次頒獎禮以惡搞為題，主要以近年「商台女員工」得獎名單網上曝光事件為針對對象。眾主持以至歌手的服裝和表演皆以模仿近數年發生的人和事為主。

## 直播和轉播
無綫與唱片公司之間的版稅事件由上屆至今仍未解決，所以不能在無綫播出有關公司旗下歌手獲獎及演出的片段。無綫與商台經商議後均同意未有足夠時間讓無綫剪輯成頒獎禮精華版本在當晚黃金時段播出，而雙方亦不希望影響觀眾欣賞整個頒獎典禮，故雙方同意放棄轉播安排。而商台亦沒有讓亞視或有線進行直播或轉播，所以本屆頒獎禮不會在任何電視台播出。觀眾只可在Hong Kong Toolbar看網上直播，但卻有人在討論區投訴直播時聲音和畫面未能同步播出。

### 直播
- Hong Kong Toolbar——網上視頻直播。[4]
- 叱咤903——聲音直播。

### 轉播
- 雷霆881——聲音轉播，1月2日下午3至5時。
- Hong Kong Toolbar——網上重溫。

## 「我最喜愛的」投票
本年度叱咤樂壇流行榜頒獎典禮之「我最喜愛的」獎項經由香港聽眾透過Hong Kong Toolbar進行投票。今屆的「我最喜愛」投票機制與以往有別，以往是由各組別（男、女歌手及組合）的候選名單中選出最後五強，今屆改為選出最後十強。而我最喜愛歌曲則一如往屆，先選出最後五強。

### 我最喜愛的男、女歌手、組合投票
我最喜愛的男、女歌手、組合於2010年12月初至12月中舉行，從本年度903專業推介曾上榜之男、女歌手、組合中選出我最喜愛的，結果於頒獎禮當日公佈。
「我最喜愛的男歌手」最後五強：古巨基、陳奕迅、張敬軒、方大同、羅力威

「我最喜愛的女歌手」最後五強：容祖兒、楊千嬅、謝安琪、何韻詩、鄭秀文

「我最喜愛的組合」最後五強：Mr.、農夫、RubberBand、I Love You Boyz、野仔

### 我最喜愛的歌曲投票
本年度之我最喜愛歌曲將項將由樂迷於上榜歌曲中選出我最喜愛的歌曲之最後五強，而最終結果將於頒獎禮現場由現場觀眾選出。

| 歌曲             | 歌手   |
| ---------------- | ------ |
| 斗零踭           | 楊千嬅 |
| 陀飛輪           | 陳奕迅 |
| 破相             | 容祖兒 |
| 現實不重要       | 羅力威 |
| 鋼鐵是怎樣煉成的 | 何韻詩 |

| 歌曲           | 歌手       |
| -------------- | ---------- |
| SimpleLoveSong | RubberBand |
| 一絲不掛       | 陳奕迅     |
| 不要驚動愛情   | 鄭秀文     |
| 天梯           | C AllStar  |
| 有時           | 周國賢     |

## 得獎名單
以下所有以粗體顯示的歌名，代表該歌曲為903專業推介冠軍作品。

### 歌曲獎項

#### 叱咤樂壇至尊歌曲大獎
- SimpleLoveSong
  - 主唱：RubberBand
  - 作曲：阿正
  - 填詞：Tim Lui
  - 編曲：RubberBand
  - 監製：雷頌德、RubberBand

#### 專業推介．叱十大
| 排名   | 歌曲         | 歌手   | 作曲         | 填詞   | 編曲           | 監製                            |
| ------ | ------------ | ------ | ------------ | ------ | -------------- | ------------------------------- |
| 第二位 | 黑色狂迷     | Mr.    | Alan Po      | Dash   | C.Y. Kong、Mr. | C.Y. Kong、Davy Chan、Gary Tong |
| 第三位 | 脆弱         | 謝安琪 | 方大同       | 李焯雄 | 周博賢         | 周博賢                          |
| 第四位 | 桃色冒險     | 容祖兒 | 王雙駿       | 黃偉文 | 王雙駿         | 王雙駿                          |
| 第五位 | 陀飛輪       | 陳奕迅 | Vincent Chow | 黃偉文 | Gary Tong      | Alvin Leong                     |
| 第六位 | 乞丐王子     | 周柏豪 | 周博賢       | 周博賢 | 周博賢         | 周博賢                          |
| 第七位 | 有時         | 周國賢 | 周國賢       | 小 克  | 周國賢         | 周國賢、Goro                    |
| 第八位 | 時代         | 古巨基 | 謝國維       | 林 夕  | John Laudon    | 古巨基                          |
| 第九位 | 忘了．忘不了 | 許志安 | 徐繼宗       | 林若寧 | Jim Ling       | 舒 文                           |
| 第十位 | 我係我       | 楊千嬅 | 逸堯         | 林 夕  | 蔡德才、盧凱彤 | 蔡德才                          |

### 唱片獎項

#### 叱咤樂壇至尊唱片大獎
- 《Time Flies》
  - 歌手：陳奕迅
  - 唱片監製：Alvin Leong、Eric Kwok
    - 上榜歌曲：無人之境、陀飛輪、一絲不掛
    - 演繹作品：無人之境

### 幕後獎項

#### 叱咤樂壇作曲人大獎
- 方大同
  - 上榜作品6首：吹摯友、椰殼、灰伯爵的忌廉遐想、超生培慾、脆弱、玩樂

#### 叱咤樂壇填詞人大獎
- 黃偉文
  - 上榜作品22首：綠野仙踪、再見穿梭機、低科技之歌、鋼鐵是怎樣煉成的、唐人街、紙箱國、畫外音、愛莫能助、殘念、最好的、一直看見天使、空港、高八度、情愛現代事故、詩與胡說、開籠雀、Deadline、Big Four、陀飛輪、破相、無人之境、桃色冒險

#### 叱咤樂壇編曲人大獎
- RubberBand
  - 上榜作品7首：囍宴樂隊、戀後感、天連地、SimpleLoveSong、人生有幾個十年、細街盃、金鐘罩

#### 叱咤樂壇監製大獎
- 雷頌德
  - 上榜作品15首：愛莫能助、唯愛人間、愛的習慣、合唱歌、無限大、避不開、掛念好友、天連地、男人信什麼、囍宴樂隊、心甜、細街盃、Big Four、金鐘罩、SimpleLoveSong

### 歌手獎項

#### 叱咤樂壇生力軍
- 金獎：C AllStar
  - 上榜歌曲：80後時代曲、足球先生、全情關注、天梯、我們的胡士托
  - 演繹歌曲：天梯
- 銀獎：糖兄妹
  - 上榜歌曲：我最愛糖、一個人咖啡、自說自話
- 銅獎：林奕匡
  - 上榜歌曲：雨落大地

#### 叱咤樂壇男歌手
- 金獎：陳奕迅
  - 上榜歌曲：超錯、無人之境、陀飛輪、一絲不掛、講男講女
  - 演繹歌曲：一絲不掛
- 銀獎：張敬軒
  - 上榜歌曲：春秋、詩郵寄、高八度、P.S. I Love You、茶想曲、Deadline
- 銅獎：古巨基
  - 上榜歌曲：空肚食早餐、鑽石敗犬、戀後感、人生有幾個十年、獨男、時代

#### 叱咤樂壇女歌手
- 金獎：容祖兒
  - 上榜歌曲：一直看見天使、綠野仙踪、空港、桃色冒險、破相
  - 演繹歌曲：空港
- 銀獎：謝安琪
  - 上榜歌曲：雨過天陰、再見、活著、藝妓回憶錄、脆弱
- 銅獎：楊千嬅
  - 上榜歌曲：呼吸需要、飲酒思源、斗零踭、我係我

#### 叱咤樂壇組合
- 金獎：農　夫
  - 上榜歌曲：Dream Girl、韓國勁舞權、吹摯友、偉大航道、我要打多支、I Believe U Can Fly、眠眠、Rap Along Song
  - 演繹歌曲：Rap Along Song
- 銀獎：RubberBand
  - 上榜歌曲：天連地、囍宴樂隊、細街盃、SimpleLoveSong
- 銅獎：野　仔
  - 上榜歌曲：我生日、熱血到死、Sunny Day Service、中學生應該談戀愛

#### 叱咤樂壇唱作人
- 金獎：王菀之
  - 上榜歌曲：低科技之歌、高八度、畫外音、最好的、開籠雀
  - 演繹歌曲：開籠雀
- 銀獎：孫耀威
  - 上榜歌曲：圍城故鄉、不可含怒到日落、戰場上的最後聖誕、如果生命還有歌
- 銅獎：周國賢
  - 上榜歌曲：英雄勇、最終幕、有時

### 我最喜愛的獎項

#### 叱咤樂壇我最喜愛的歌曲大獎
- 陀飛輪
  - 主唱：陳奕迅
  - 作曲：Vincent Chow
  - 填詞：黃偉文
  - 編曲：Gary Tong
  - 監製：Alvin Leong

| 編號 | 歌曲             | 歌手   | 票數（A區） | 票數（B區） | 票數（C區） | 票數（D區） | 總票數 |
| ---- | ---------------- | ------ | ----------- | ----------- | ----------- | ----------- | ------ |
| A    | 斗零踭           | 楊千嬅 | 292         | 221         | 134         | 197         | 844    |
| B    | 陀飛輪           | 陳奕迅 | 1195        | 799         | 642         | 716         | 3352   |
| C    | 破相             | 容祖兒 | 276         | 169         | 141         | 190         | 776    |
| D    | 現實不重要       | 羅力威 | 247         | 113         | 100         | 146         | 606    |
| E    | 鋼鐵是怎樣煉成的 | 何韻詩 | 270         | 203         | 155         | 215         | 843    |

#### 叱咤樂壇我最喜愛的男歌手
- 陳奕迅
  - 演繹歌曲：葉問風中轉
    - 最後五強：陳奕迅、古巨基、張敬軒、方大同、羅力威

#### 叱咤樂壇我最喜愛的女歌手
- 楊千嬅
  - 演繹歌曲：斗零踭
    - 最後五強：容祖兒、楊千嬅、謝安琪、何韻詩、鄭秀文

#### 叱咤樂壇我最喜愛的組合
- RubberBand
  - 演繹歌曲：細街盃
    - 最後五強：Mr.、農夫、RubberBand、I Love You Boyz、野仔

## 外部連結
- my903.com 頒獎禮版面
- my903.com 頒獎禮討論區
- 頒獎禮facebook專頁（页面存档备份，存于）
- 頒獎禮的新浪微博